# Маккензи, Стюарт
Стюарт Александр Маккензи (англ. Stuart Alexander MacKenzie; 5 апреля 1937 года) — австралийский спортсмен, серебряный призёр Олимпийских игр в Мельбурне (академическая гребля, лодка-одиночка; 1956), серебряный призёр чемпионата мира 1962 года, двукратный чемпион Европы.

## Биография
Заниматься академической греблей начал в Королевской школе в Сиднее, специализировался на лодке-восьмёрке. До этого занимался лёгкой атлетикой и был рекордсменом Австралии по метанию диска.
В преддверии олимпиады решил перейти в одиночный разряд и легко выиграл чемпионат Австралии 1956 года в одиночном соревновании (победив Мервина Вуда, который был почти на двадцать лет старше) и представлял свою страну на Олимпийских играх в Мельбурне (1956), где уступил в индивидуальной гонке ставшему Олимпийским чемпионом Вячеславу Иванову:

Подтянутый, жилистый австралиец Стив Маккензи под бурные возгласы земляков лидировал в финале до отметки 1500 метров. А я, отбив атаки двух других соперников — поляка Теодора Коцерки и американца Джона Келли, бросился в погоню за австралийцем. Этот рывок был настолько затяжным, что Маккензи не выдержал и сложил оружие уже за 40 метров до финиша. Моя лодка доплывала по инерции, так как у меня не осталось никаких резервов.— Вячеслав Иванов «Поймай ход лодки!»//Советский спорт № 214 (11833) от 17 сентября 1986
На двух, последовавших затем, чемпионатах Европы (чемпионаты мира по гребле в это время не проводились) в одиночных гонках побеждал Иванова (1957, 1958). В течение шести лет подряд, 1957—1962, выигрывал в одиночном соревновании Королевскую регату Хенли (дважды победив Иванова (1957, 1958)), а в 1959 году он стал первым человеком, который выиграл эту гонку как в одиночном разряде, так и в парном разряде. При этом считался одним из самых непопулярных гребцов-участников Хенли.
Перед Олимпийскими играми в Риме (1960) тренировался на озере Альбано вместе с Вячеславом Ивановым. Не сумев выиграть у Иванова ни одной тренировочной дистанции, отказался от участия в играх. Сыграла свою роль и перенесённая Маккензи в 1959 году операция (по поводу язвы желудка).
В конце своей карьеры, оставил птицеводческую ферму в Австралии, переехал в Англию и выступал за эту страну (1962). Серебряный призёр чемпионата мира (1962, вновь проиграл В. Иванову). После этого поражения более не выступал и отошёл от спорта.
В 1957 году получил премию Хелмс. Введён в Зал славы спорта Австралии в 1985 году.

## Интересные факты
Был известен своими экстравагантными выходками и самоуверенностью на грани безрассудства. Перед ответственным соревнованием проводил время на пляже, приезжал на старт в роскошном автомобиле, наспех переодевался и как-то, не успев переодеться, вышел на старт в ночной сорочке, приведя судей в ярость. Такое поведение могло расцениваться как позёрство, но верно и то, что многих соперников оно выбивало из равновесия. Мог соревноваться в котелке (bowler hat), вызывающего вида штанах (stained singlet and blue track pants). Мог пререкаться со зрителями. Однажды Маккензи остановился во время гонки, чтобы поправить свою кепку, позволив своему сопернику догнать себя, но затем легко победил в соревновании.